# Carlo Roberto Dati
Carlo Roberto Dati (Firenze, 12 ottobre 1619 – Firenze, 1º gennaio 1676) è stato un filologo e scienziato italiano, allievo di Galilei e di Torricelli, fu segretario dell'Accademia della Crusca nel cui ambito, oltre a collaborare alla terza edizione del Vocabolario, promosse la compilazione di un dizionario etimologico della lingua toscana, mai pubblicato per l'incuria dei colleghi.

## Biografia

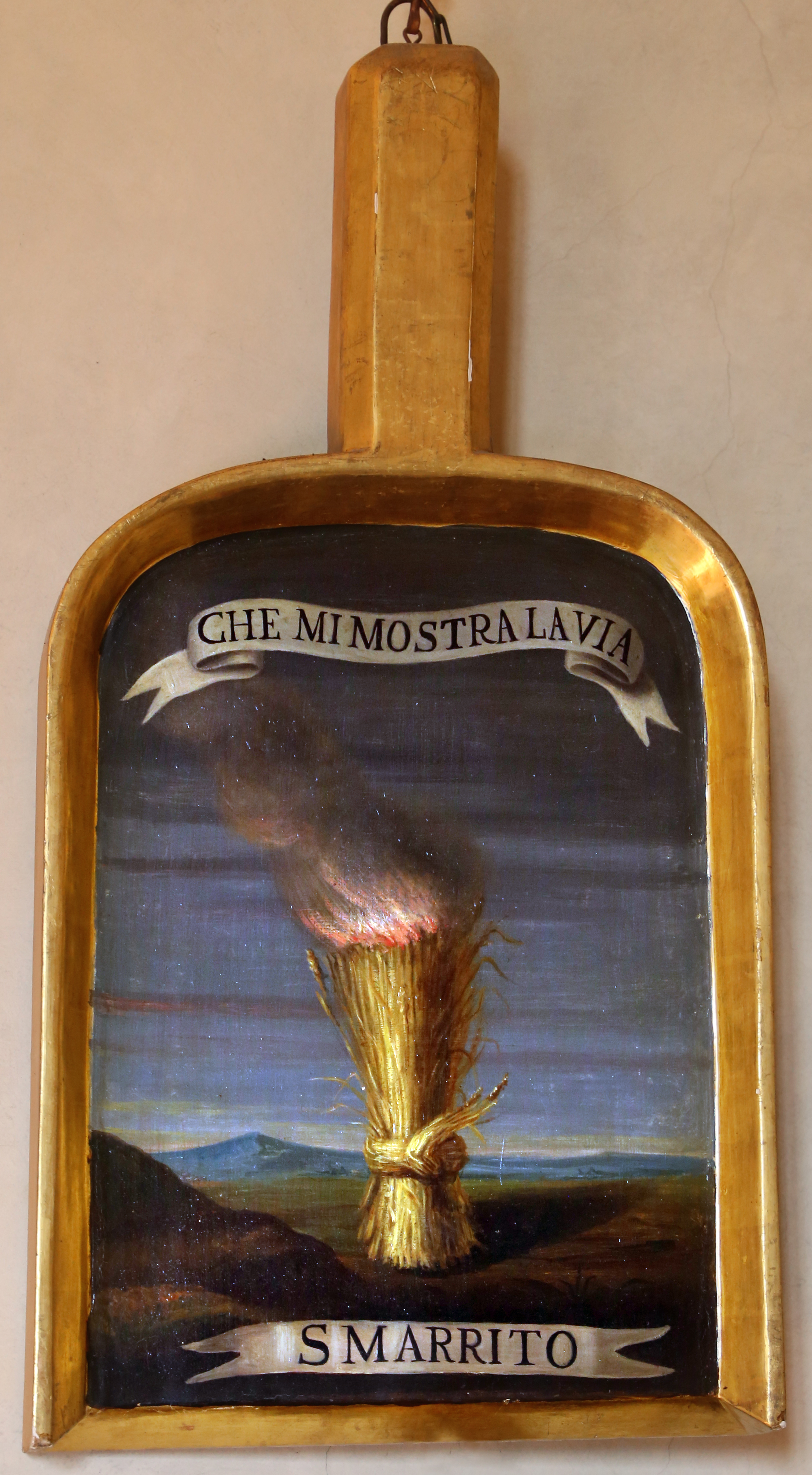
Pala di Carlo Dati (smarrito) all'Accademia della Crusca

Nato in una nobile famiglia fiorentina illustre anche per tradizioni letterarie (vi avevano appartenuto in passato fra gli altri Leonardo e Goro Dati) fu avviato sia agli studi classici sotto la guida di Romolo Bertini, Piero Vettori il giovane e Giovan Battista Doni, sia agli studi scientifici con Galileo Galilei ed Evangelista Torricelli, sia alle attività artigianali, imparando l'arte del battiloro. Fu amico in gioventù di Lorenzo Magalotti e di Francesco Redi, il quale gli dedicò le sue "Esperienze intorno alla generazione degl'insetti" del 1668. Fu anche antiquario, collezionista di opere d'arti, bibliotecario del cardinale Giulio de' Medici e orafo. Partecipò attivamente alle riunioni dell'Accademia del Cimento, della quale fu uno dei fondatori.
Il 29 novembre 1640 fu ammesso all'Accademia della Crusca, con lo pseudonimo di Smarrito; vi conseguì gradualmente tutte le cariche fino a diventarne segretario nel 1663. La sua attività fu determinante nella decisione di pubblicare una nuova edizione del Vocabolario, la terza edizione di cui si iniziava la copiatura per la stampa già nel 1664 e la pubblicazione nel 1691. Nel 1648 fu chiamato allo Studio fiorentino come successore del Doni nella cattedra di Lingue classiche dove tenne un corso di lezioni sulla Vita di Pomponio Attico di Cornelio Nepote e l'anno successivo sui Versi aurei e sui Simboli di Pitagora. Il suo valore fu riconosciuto anche fuori d'Italia, tanto che Luigi XIV gli dimostrò ripetutamente la sua considerazione. L'interesse per gli studi linguistici si manifestò nel Discorso dell'obbligo di ben parlare la propria lingua del 1657, una introduzione all'edizione di due trattati grammaticali: le Osservazioni intorno al parlare e scrivere toscano di Giovan Battista Strozzi e la Declinazione de'  verbi di Benedetto Buonmattei. Dati espone l'idea del continuo mutamento della lingua e della necessità di salvaguardare l'identità, argomenti che stanno alla base delle posizioni puriste. Fu importante inoltre il tentativo di compilare un dizionario etimologico del toscano a cui collaborarono numerosi autori, dal Redi al Pallavicino. Ma la lentezza con cui i cruscanti procedevano spinse lo studioso francese Gilles Ménage a pubblicare un proprio vocabolario etimologico della lingua italiana, Origini della lingua italiana, opera dedicata tuttavia agli stessi accademici italiani.
I giovanili interessi scientifici lo spinsero alla ricerca di una lingua che potesse trasformare il fatto scientifico in letteratura. In particolare Dati chiamò "veglie" delle composizioni che avrebbero dovuto avere il carattere di conversazioni dotte intrattenute durante le veglie notturne su questioni della lingua o su eventi scientifici ispirandosi alla formula delle Notti Attiche di Aulo Gellio. Fra queste "veglie" notevole la Dissertazione sull'utilità e diletto che reca la geometria, letta all'accademia della Crusca nel 1658, sotto forma di un dialogo tenuto ad Arcetri fra Galilei e un giovane fiorentino.
Dati si interessò anche alla storia dell'arte. Nel 1667 dedicò a Luigi XIV di Francia Le vite de' pittori antichi, un'opera nella quale sosteneva la tesi che l'artista si forma l'idea della bellezza perfetta studiando le figure e gli oggetti naturali, fondendole poi con l'immaginazione in una immagine ideale. L'opera, che avrebbe dovuto trasformarsi in un trattato di maggiori dimensioni, non fu tuttavia portata a termine dal Dati.

## Opere

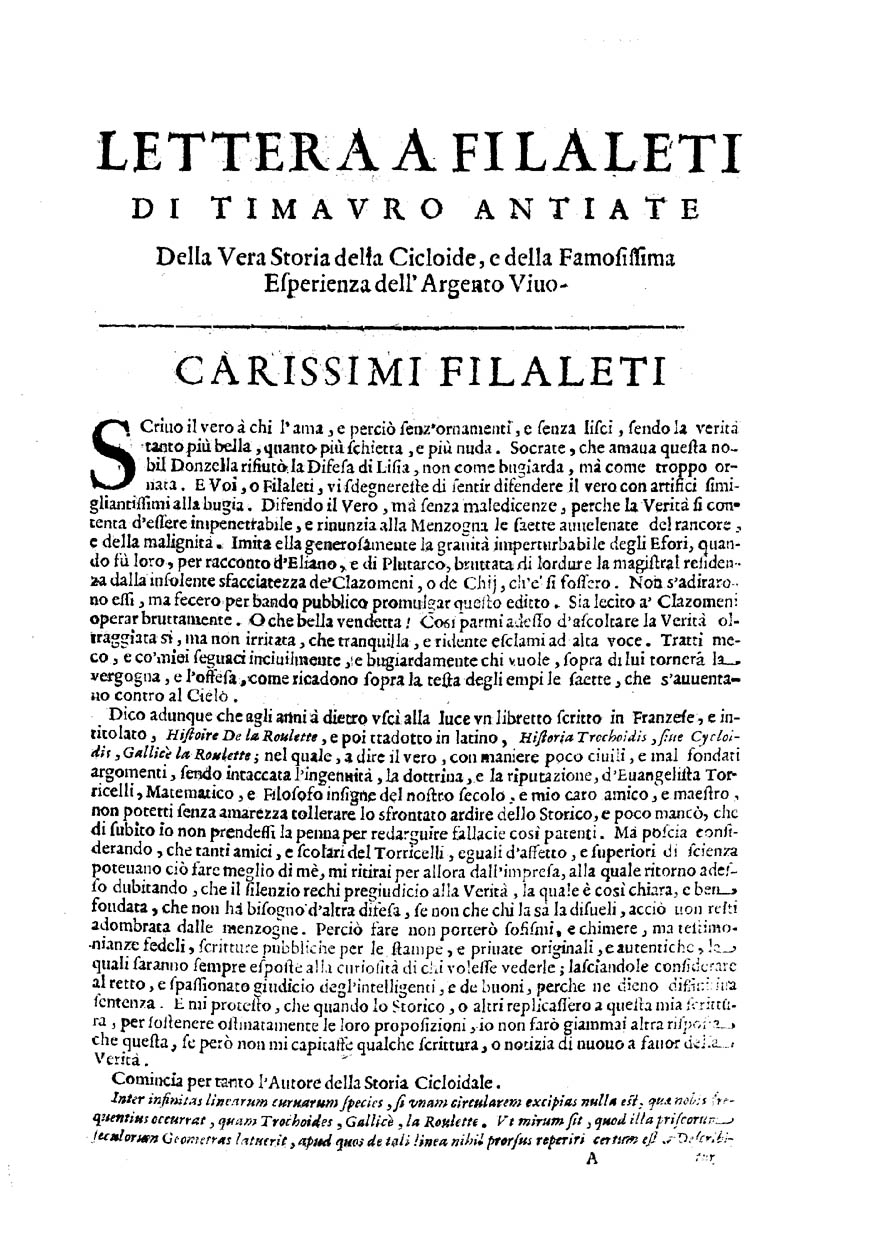
Lettera a Filaleti di Timauro Antiate, 1663

- Esequie della maestà christianissima di Luigi XIII il giusto rè di Francia e di Nauarra. Celebrate in Firenze dall'altezza sereniss. di Ferdinando II Gran Duca di Toscana e descritte da Carlo Dati, In Firenze: nella stamperia di S.A.S., 1644
- Discorso dell'obbligo di ben parlare la propria lingua, di C. D. osseruazioni intorno al parlare, e scriuere toscano. Di G. S. con le declinazioni de' verbi di Benedetto Buommattei. Al Serenissimo Principe Leopoldo di Toscana, In Firenze: per Francesco Onofri, 1657
- Dissertazione sull'utilità e il diletto che reca la geometria, Firenze: all'insegna della stella, 1658
- La pace, selva epitalamica nell'augustissime nozze delle maestà cristianissime Luigi XIV e Maria Teresa d'Austria, In Firenze: all'insegna della stella, 1660
- Prose fiorentine raccolte dallo Smarrito accademico della Crusca. Al serenissimo principe Leopoldo di Toscana, In Firenze: nella nuoua stamperia all'insegna della Stella, 1661. Poi: Firenze: nella stamperia di S.A.R, per Santi Franchi, 1716-1745 e Venezia: presso Domenico Occhi, in Merceria sotto l'orologio all'insegna dell'Unione, 1730-1735
- Lettera a Filaleti di Timauro Antiate della vera storia della cicloide e della famosissima esperienza dell'argento vivo, 1663.
- Delle lodi del commendatore Cassiano Dal Pozzo orazione di Carlo Dati, Firenze, All'insegna della stella, 1664.
- Gli amanti ladri notturni, cocchiata, In Firenze: all'insegna della stella, 1667
- Vite de pittori antichi scritte e illustrate da Carlo Dati nell'Accademia della Crusca lo Smarrito, Firenze, nella stamperia della Stella, 1667.
  -  Vite de' pittori antichi scritte ed illustrate da Carlo Dati nell'Accademia della Crusca lo Smarrito. Colle postille della prima edizione e con quelle che scritte in margine dello stesso autore furono pubblicate nella seconda, Milano, dalla Società Tipografica de' Classici Italiani, 1806.
- Dice ed Irene gemelle della dea Temide Selva per la nuova concordia delle corone di Francia, e di Spagna, In Firenze: all'insegna della stella, 1668
- Penegirico alla maestà cristianissima di Luigi XIV re di Francia e di Navarra detto da Carlo Dati, In Firenze: all'insegna della stella, 1669
- In Aurea Pythagorae Carmina Praelectiones XXIII[7]
- In Pythagorae Symbola Praelectiones XXII[7]
- In Titi Pomponii Attici Vitam a Cornelio Nepote conscriptam Praelectiones XVII[7]
- De Institutione Epistolica Praelectiones[7]
- In Librum Martialis de Amphitheatro Praelectiones III[7]
- Frammenti del capitolare di Lotario imp. tolti da una carta ms. del sig. Capitano Cosimo della Rena e inviati al sig. Emerico Bigot da C. R. Dati, Firenze, All'insegna della stella, 1675.
- Il cedrarancio veglia di Carlo Roberto Dati accademico della Crusca, Firenze: nella stamperia di Borgo Ognissanti per Francesco Daddi, 1813
- Veglie inedite di Carlo Roberto Dati accademico della Crusca, Firenze: nella stamperia di Borgo Ognissanti: (Francesco Daddi)
- Domenico Moreni (a cura di), Lettere di Carlo Roberto Dati, Firenze, nella stamperia Magheri, 1825.
- Bartolomeo Gamba (a cura di), Scelta di prose di Carlo Ruberto Dati accademico della Crusca, Venezia, tipografia di Alvisopoli, 1826.
- Lepidezze di spiriti bizzarri e curiosi avvenimenti raccolti e descritti da Carlo Dati, Firenze: nella stamperia Magheri, 1829
- Diceria di Carlo Roberto Dati nella quale si ragiona chi fosse prima o la gallina o l'uovo, Imola: tip. d'Ignazio Galeati e figlio, 1878
- Orazione in lode e difesa dei brutti / Carlo Roberto Dati, Firenze: Valli, 1995